# Аладаг
Аладаг  — місто та район у провінції Адана (Туреччина).
Через територію району проходить гірський хребет Аладаг, що відноситься до Таврських гір.

## Історія
Люди жили в цих місцях з найдавніших часів. Місто входило до складу різних держав; в результаті воно потрапило до складу Османської імперії.